# Dolce veleno
Dolce veleno (Sweet Poison) è un film per la televisione del 1991 diretto da Brian Grant. La pellicola, che presenta anche diversi contenuti erotici, è stata trasmessa per la prima volta negli USA il 12 giugno 1991. In Italia il film è stato trasmesso per la prima volta il 15 ottobre 1993 su Rai 3.

## Trama
(Tagline del film.)
Henry e Charlene sono una coppia sposata che risiede a Lone Pine in California. Il loro matrimonio non è fondato sul vero amore, Henry infatti è un uomo poco attraente di 48 anni, mentre Charlene è una giovane donna di 32 anni, formosa, con dei lunghi capelli ricci biondi che lo ha sposato solo per il fatto che è un uomo ricco. Quando il padre di Henry muore di cancro, la coppia si dirige verso Culver City per il funerale e per ottenere l'eredità, ma i due cadono in ostaggio di Bobby Stiles, 34 anni, un ergastolano armato e pericoloso, che munito di revolver, costringe Henry e Charlene a portarlo in macchina fino alle Alabama Hills. Charlene presto se ne invaghisce, arrivando addirittura a fare sesso con Bobby nella stanza da bagno in presenza di suo marito, legato per terra nella camera di un motel dove si erano appartati. Charlene e Bobby decidono di fuggire in Canada ed uccidere il povero Henry per rubargli tutti i suoi soldi. Ma le cose non vanno come previsto ed Henry avrà la sua vendetta.